# Vrbov
Vrbov (allemand : Menhardsdorf ) est un village de Slovaquie situé dans la région de Prešov.

## Histoire
Première mention écrite du village en 1251.

## Démographie

### Évolution de la population
| Année:               | 1994. | 2004.   | 2014.    | 2024.   |
| -------------------- | ----- | ------- | -------- | ------- |
| Nombre de personnes: | 1165  | 1224    | 1455     | 1525    |
| Différence:          |       | +5,06 % | +18,87 % | +4,81 % |

| Année:               | 2023. | 2024.   |
| -------------------- | ----- | ------- |
| Nombre de personnes: | 1532  | 1525    |
| Différence:          |       | -0,45 % |